# Piccolo Giro di Lombardia 2010
Il Piccolo Giro di Lombardia 2010, ottantaduesima edizione della corsa e valida come evento dell'UCI Europe Tour 2010 riservato a Under 23 e dilettanti, si svolse il 2 ottobre 2010, su un percorso di 172 km. Fu vinta dal russo Aleksandr Serebrjakov, al traguardo con il tempo di 4h04'02" alla media di 42,289 km/h.

## Ordine d'arrivo (Top 10)
| Pos. | Corridore             | Squadra       | Tempo    |
| ---- | --------------------- | ------------- | -------- |
| 1    | Aleksandr Serebrjakov | Gruppo Lupi   | 4h04'02" |
| 2    | Maurizio Gorato       | Brunero-Camel | s.t.     |
| 3    | Maurizio Anzalone     | Palazzago     | s.t.     |
| 4    | Stiven Fanelli        | Delio Gallina | s.t.     |
| 5    | Ruslan Karimov        | Team Idea     | s.t.     |
| 6    | Mirko Tedeschi        | Carmiooro     | s.t.     |
| 7    | Mathieu Teychenne     | Chambéry      | s.t.     |
| 8    | Mauro Vicini          | Carmiooro     | s.t.     |
| 9    | Luciano Barindelli    | Carmiooro     | s.t.     |
| 10   | Romain Bardet         | Chambéry      | s.t.     |